# Reinaldo Alagoano
Pour les articles homonymes, voir Alagoano.
Reinaldo Gonçalves Félix, plus communément appelé Reinaldo Alagoano, est un footballeur brésilien né le 13 avril 1986 à Arapiraca. Il évolue au poste d'attaquant.

## Biographie
Reinaldo Alagoano joue au Brésil, en Espagne, et au Japon.
Il joue notamment trois matchs en première division brésilienne, trois matchs en première division japonaise, et neuf matchs en deuxième division espagnole (un but).